# Distretto di Irazola
Il distretto di Irazola è un distretto del Perù nella provincia di Padre Abad (regione di Ucayali) con 18.910 abitanti al censimento 2007.
È stato istituito il 1º giugno 1942.